# 陶格朝古·恩和巴圖
陶格朝古·恩和巴圖（1972年—），蒙古族，中華人民共和國持不同政見者，人權活動家。他是南蒙古人權情報中心的創始人。
出生在內蒙古自治區昭烏達盟（今屬赤峰市）巴林右旗，後進入內蒙古大學蒙古語專業學習蒙古文學。畢業後，在1998年來到日本吉備國際大學社會學部留學。在此期間加入內蒙古人民黨。同年10月前往美國，在紐約市立大學畢業。現居住於紐約。
2002年，恩和巴圖創立南蒙古情報中心，支援內蒙古獨立運動人士哈達一家，並獲得南蒙古（內蒙古）的人權狀況情報，對聲稱受到迫害的內蒙古人士通過國際電話進行取材，整理後用網際網路發表公開。在南蒙古情報中心的網站上，宣稱以在南蒙古成立民主政體為目標，但不一定實行獨立。
2010年12月10日哈達獲釋之後，哈達與其家人失蹤。在國際特赦組織等人權團體及美國傳媒積極宣傳下，他發起釋放哈達的運動。
2011年1月8日，恩和巴圖呼籲世界各國的南蒙古獨立運動家、民主運動家和人權運動家齊集中國大使館、領事館進行抗議，以尋求改善南蒙古的人權狀況。19日，在胡錦濤訪問美國之際，與圖博、東突厥斯坦、臺灣等地活動家聯合，在白宮前與熱比婭·卡德爾一起，發起釋放哈達的抗議活動。